# Pitiscus (cráter)
Pitiscus es un cráter de impacto perteneciente a la cara visible de la Luna, justo al noroeste del cráter más grande Hommel. Es una formación desgastada, pero todavía presenta una prominente forma característica reconocible en la superficie lunar. El borde es aproximadamente circular, pero aparece ovalado cuando se contempla desde la Tierra debido al escorzo. Presenta una protuberancia hacia el sur-sureste, donde el borde interior se ha desplomado. El resto de la pared interior todavía muestra sectores aterrazados, aunque aparecen gastados y redondeados debido a la erosión.
|  |

El suelo interior está relativamente nivelado y parece haber sido regenerado por flujos de lava. Presenta un pico central de escasa altura en el punto medio del interior, estando el extremo norte de esta cresta superpuesto por el cráter circular Pitiscus A. Un cráter desplomado y algo irregular, Pitiscus E, se halla en la pared interior al oeste-suroeste. El suelo interior también está marcado por otros cráteres pequeños junto a la pared interior oriental.

## Cráteres satélite
Por convención estos elementos son identificados en los mapas lunares poniendo la letra en el lado del punto medio del cráter que está más cercano a Pitiscus.
|          | \| Pitiscus \| Coordenadas \| Diámetro \| \| -------- \| ----------------------------- \| -------- \| \| A \| 50°18′S 30°54′E / -50.3, 30.9 \| 10 km \| \| B \| 47°42′S 30°30′E / -47.7, 30.5 \| 25 km \| \| C \| 47°06′S 28°18′E / -47.1, 28.3 \| 17 km \| \| D \| 49°00′S 26°30′E / -49.0, 26.5 \| 22 km \| \| E \| 50°54′S 29°18′E / -50.9, 29.3 \| 13 km \| \| F \| 46°54′S 29°30′E / -46.9, 29.5 \| 13 km \| \| G \| 47°36′S 25°12′E / -47.6, 25.2 \| 15 km \| \| J \| 48°12′S 26°30′E / -48.2, 26.5 \| 7 km \| \| K \| 46°18′S 29°54′E / -46.3, 29.9 \| 16 km \| \| L \| 51°12′S 33°36′E / -51.2, 33.6 \| 9 km \| \| R \| 48°36′S 28°18′E / -48.6, 28.3 \| 25 km \| \| S \| 47°42′S 27°36′E / -47.7, 27.6 \| 28 km \| \| T \| 46°54′S 27°54′E / -46.9, 27.9 \| 8 km \| \| U \| 48°54′S 33°18′E / -48.9, 33.3 \| 6 km \| \| V \| 49°18′S 34°18′E / -49.3, 34.3 \| 5 km \| \| W \| 50°18′S 27°42′E / -50.3, 27.7 \| 24 km \| |          |
| Pitiscus | Coordenadas | Diámetro |
| A        | 50°18′S 30°54′E / -50.3, 30.9 | 10 km    |
| B        | 47°42′S 30°30′E / -47.7, 30.5 | 25 km    |
| C        | 47°06′S 28°18′E / -47.1, 28.3 | 17 km    |
| D        | 49°00′S 26°30′E / -49.0, 26.5 | 22 km    |
| E        | 50°54′S 29°18′E / -50.9, 29.3 | 13 km    |
| F        | 46°54′S 29°30′E / -46.9, 29.5 | 13 km    |
| G        | 47°36′S 25°12′E / -47.6, 25.2 | 15 km    |
| J        | 48°12′S 26°30′E / -48.2, 26.5 | 7 km     |
| K        | 46°18′S 29°54′E / -46.3, 29.9 | 16 km    |
| L        | 51°12′S 33°36′E / -51.2, 33.6 | 9 km     |
| R        | 48°36′S 28°18′E / -48.6, 28.3 | 25 km    |
| S        | 47°42′S 27°36′E / -47.7, 27.6 | 28 km    |
| T        | 46°54′S 27°54′E / -46.9, 27.9 | 8 km     |
| U        | 48°54′S 33°18′E / -48.9, 33.3 | 6 km     |
| V        | 49°18′S 34°18′E / -49.3, 34.3 | 5 km     |
| W        | 50°18′S 27°42′E / -50.3, 27.7 | 24 km    |